# Перуанско-колумбийская граница
Перуанско-колумбийская граница — государственная граница между Перу и Колумбией протяженностью 1 626 километров, разделяющая территории двух стран. Она была закреплена договором Саломон-Лосано от 24 марта 1922 года и протоколом Рио-де-Жанейро от 24 мая 1934 года, который положил конец колумбийско-перуанской войне. Оба соглашения устанавливают границу по реке Путумайо, за исключением амазонской трапеции между реками Путумайо и Амазонка, которая находится под суверенитетом Колумбии.

## Разграничение границ
Согласно этим договорам, границы между Колумбией и Перу следующие:

- От места слияния рек Гуепи и Путумайо, между Перу, Эквадором и Колумбией, вниз по течению реки Путумайо до устья реки Ягуас.

- Прямая линия, проведенная от устья реки Ягуас на реке Путумайо до устья реки Атакуари на реке Амазонка.
- Река Амазонка вниз по течению, следуя по руслу реки, до устья ручья Сан-Антонио, где начинается граница с Бразилией.

## Пограничные города
Перу:
Гуэппи, Соплин-Варгас, Ангусилья, Флор-де-Агосто, Флорида, Санта-Мерседис, Пуэрто-Лимон, Санта-Клотильда, Сан-Антонио-дель-Эстречо, Теньенте Бергери, Ремансо, Ягуас, Кабальокоча, Франсиско-де-Орельяна, Санта-Роза-де-Явари, Икитос.
 Колумбия:
Пуэрто-Легисамо, Пуэрто-Колумбия, Эль-Энканто, Ла-Чоррера, Пуэрто-Арика, Пуэрто-Нариньо, Тарапака, Летисия.

## Пограничные реки
Основными реками, которые пересекают границу или являются её частью, являются:.
- Гуэппи
- Путумайо
- Ягуас
- Атакуари
- Амазонка

- Лоретояку